# Lista de episódios de Young Justice
Young Justice é uma série de televisão animada americana criada por Greg Weisman e Brandon Vietti para Cartoon Network. A série segue as vidas dos heróis adolescentes que são membros duma equipa de operações secretas que segue ordens da Liga da Justiça. A série estreou a 26 de novembro de 2010.
Após um hiato estendido a começar em 2013, a Warner Bros. Animation anunciou a 7 novembro de 2016, o retorno da série para uma terceira temporada, intitulada Young Justice: Outsiders. A terceira temporada estreou no serviço de streaming DC Universe a 4 de janeiro de 2019. A 25 de janeiro de 2019, 59 episódios de Young Justice haviam sido lançados, concluindo a primeira metade da terceira temporada.

## Resumo da série
| Temporada | Temporada | Episódios | Episódios          | Originalmente lançado  | Originalmente lançado | Originalmente lançado |
| Temporada | Temporada | Episódios | Episódios          | Estreia da temporada   | Final da temporada    | Emissora              |
| --------- | --------- | --------- | ------------------ | ---------------------- | --------------------- | --------------------- |
|           | 1         | 26        | 26                 | 26 de novembro de 2010 | 21 de abril de 2012   | Cartoon Network       |
|           | 2         | 20        | 20                 | 28 de abril de 2012    | 16 de março de 2013   | Cartoon Network       |
|           | 3         | 26        | 13                 | 4 de janeiro de 2019   | 25 de janeiro de 2019 | DC Universe           |
| 13        | 3         | 26        | 2 de julho de 2019 | 27 de agosto de 2019   |                       | DC Universe           |

## Episódios

### 1.ª temporada (2010–12)
| N.º na série | N.º na temp. | Título                    | Dirigido por                      | Escrito por        | Exibição original       | Cód. de produção |
| ------------ | ------------ | ------------------------- | --------------------------------- | ------------------ | ----------------------- | ---------------- |
| 1            | 1            | "Independence Day"        | Jay Oliva                         | Greg Weisman       | 26 de novembro de 2010  | 101              |
| 2            | 2            | "Fireworks"               | Sam Liu                           | Greg Weisman       | 26 de novembro de 2010  | 102              |
| 3            | 3            | "Welcome to Happy Harbor" | Jay Oliva                         | Kevin Hopps        | 21 de janeiro de 2011   | 103              |
| 4            | 4            | "Drop-Zone"               | Christopher Berkeley              | Andrew R. Robinson | 28 de janeiro de 2011   | 104              |
| 5            | 5            | "Schooled"                | Michael Chang                     | Nicole Dubuc       | 4 de fevereiro de 2011  | 105              |
| 6            | 6            | "Infiltrator"             | Jay Oliva                         | Jon Weisman        | 11 de fevereiro de 2011 | 106              |
| 7            | 7            | "Denial"                  | Michael Chang                     | Thomas Pugsley     | 18 de fevereiro de 2011 | 107              |
| 8            | 8            | "Downtime"                | Jay Oliva                         | Kevin Hopps        | 4 de março de 2011      | 108              |
| 9            | 9            | "Bereft"                  | Michael Chang                     | Nicole Dubuc       | 11 de março de 2011     | 109              |
| 10           | 10           | "Targets"                 | Christopher Berkeley              | Andrew R. Robinson | 16 de setembro de 2011  | 110              |
| 11           | 11           | "Terrors"                 | Jay Oliva                         | Greg Weisman       | 23 de setembro de 2011  | 111              |
| 12           | 12           | "Homefront"               | Michael Chang                     | Jon Weisman        | 30 de setembro de 2011  | 112              |
| 13           | 13           | "Alpha Male"              | Jay Oliva                         | Thomas Pugsley     | 7 de outubro de 2011    | 113              |
| 14           | 14           | "Revelation"              | Michael Chang                     | Kevin Hopps        | 14 de outubro de 2011   | 114              |
| 15           | 15           | "Humanity"                | Matt Youngberg                    | Greg Weisman       | 21 de outubro de 2011   | 115              |
| 16           | 16           | "Failsafe"                | Jay Oliva                         | Nicole Dubuc       | 4 de novembro de 2011   | 116              |
| 17           | 17           | "Disordered"              | Michael Chang                     | Andrew R. Robinson | 11 de novembro de 2011  | 117              |
| 18           | 18           | "Secrets"                 | Jay Oliva                         | Peter David        | 18 de novembro de 2011  | 118              |
| 19           | 19           | "Misplaced"               | Michael Chang                     | Greg Weisman       | 3 de março de 2012      | 119              |
| 20           | 20           | "Coldhearted"             | Victor Cook                       | Jon Weisman        | 10 de março de 2012     | 120              |
| 21           | 21           | "Image"                   | Jay Oliva                         | Nicole Dubuc       | 17 de março de 2012     | 121              |
| 22           | 22           | "Agendas"                 | Michael Chang                     | Kevin Hopps        | 24 de março de 2012     | 122              |
| 23           | 23           | "Insecurity"              | Jay Oliva                         | Peter David        | 31 de março de 2012     | 123              |
| 24           | 24           | "Performance"             | Michael Chang                     | Jon Weisman        | 7 de abril de 2012      | 124              |
| 25           | 25           | "Usual Suspects"          | Jay Oliva & Tim Divar             | Kevin Hopps        | 14 de abril de 2012     | 125              |
| 26           | 26           | "Auld Acquaintance"       | Michael Chang & Lauren Montgomery | Greg Weisman       | 21 de abril de 2012     | 126              |

### 2.ª temporada:Invasion(2012–13)
| № | #  | Título               | Dirigido Por | Escrito por                 | Foi ao ar em                            | Código de produção |
| --- | -- | -------------------- | ------------ | --------------------------- | --------------------------------------- | ------------------ |
| 1 | 27 | "Feliz Ano Novo"     | Tim Divar    | Greg Weisman                | 28 de abril de 2012                     | 201                |
| 01 de janeiro : Batman e Robin tentam descobrir o que aconteceu com os seis membros da Liga da Justiça nas últimas 16 horas. 01 de janeiro (cinco anos depois) : A equipe ganhou novos membros (consistindo de Besouro Azul , Mutano , Bumblebee , Lagoa Menino , Moça-Maravilha , Batgirl , e Mal Duncan ) com Tim Drake como o novo Robin (o ex-Robin ter Nightwing se), enquanto Rocket e Zatanna aderiram à Liga da Justiça. 3 de janeiro : O caçador de recompensas intergaláctico Lobo ataca o prédio das Nações Unidas e sequestra o Secretário-Geral Tseng, que revela-se um alienígena Krolotean disfarçado. G. Gordon Godfrey é mostrado em seu programa de televisão tentando virar a opinião pública contra a Liga da Justiça. Na Torre de Vigia, Adam Strange relatos de que os estrangeiros roubaram tecnologia Zeta do planeta Rann e é usado para invadir a Terra. Para piorar as coisas, Strange também revela que, durante os desaparecidos 16 horas, os jogadores da liga mente controlada atacado setor Rann de espaço, fazendo todo o campeonato criminosos procurados lá. Os membros da equipe são enviados para Rann enquanto outros estão definidas para lidar com os alienígenas na Terra. 4 de janeiro : A equipe se divide em três esquadrões de destruir as plataformas diferentes Zeta. Robin, Lagoa Boy e Blue Beetle tropeçar em cima de uma base enorme ocupado por uma multidão de estrangeiros e libertar os reféns humanos. Enquanto isso, Superboy, Miss Martian, Mutano e Adam Strange chegar em Rann. |    |                      |              |                             |                                         |                    |
| 2 | 28 | "Terráqueos"         | Doug Murphy  | Nicole Dubuc                | 05 de maio de 2012                      | 202                |
| 04 de janeiro : Superboy, Miss Martian e Mutano chegar em Rann com Adam Strange para deter a invasão Krolotean na sua fonte. Eles são assistidos por Alanna e Sardath. 5 de janeiro : Alanna aprende de Superboy e Miss Marte relacionamento, que ele não pode idade (fisicamente), e que ele deixou-a. É revelado que Mutano é Garfield Logan e que sua mãe foi morta por Abelha Rainha. Após uma batalha, Miss Marte incapacita uma Krolotean e quando as perguntas Superboy ela diz que descobriu a verdade sobre o que os seis membros da Liga da Justiça fez durante seus faltando 16 horas. |    |                      |              |                             |                                         |                    |
| 3 | 29 | "Alienado"           | Mel Zwyer    | Kevin Hopps                 | 12 de maio de 2012                      | 203                |
| 05 de janeiro : Bumblebee , Besouro Azul e Bibbo Bibbowski tentar deter um Kroletean mas ele escapa. 6 de janeiro : Miss Marte partes o que ela aprendeu sobre o ataque a Liga da Justiça sobre Rimbor durante os desaparecidos 16 horas com Leaguers Nightwing e solidária. Mais tarde, ela vigorosamente sondas a mente de um Kroletean capturado e descobre a localização de sua base. Membros da Equipe e da Liga investigar a ilha, mas são descobertos e uma luta segue, durante a qual o inimigo é revelado para ser Aqualad , que deixou a equipe em raiva depois Aquagirl morreu quando eles foram incapazes de salvá-la, bem como a descoberta de que Black Manta é seu pai. Escapes Aqualad, e uma bomba plantada pelo inimigo aparentemente elimina a ilha ea maioria dos Kroloteans presentes. 7 jan : Ele se reporta a Black Manta, que, por sua vez relatórios à Luz como substituto Ocean-Mestre. 26 de janeiro : Os seis jogadores da liga acusado atacando de Rimbor , junto com Gavião Negro e Icon, deixar a Terra com o Krolotean capturado para tentar resolver a disputa pacificamente, oferecendo uma despedida temporária para seus protegidos no processo. |    |                      |              |                             |                                         |                    |
| 4 | 30 | "Salvage"            | Tim Divar    | Greg Weisman                | 19 de maio de 2012                      | 204                |
| 13 fevereiro : Asa Noturna, Wally West, Jim Harper, Arqueiro Verde e Canário Negro chegar aos Red Arrow, que caiu em desespero sobre sua busca não conseguiram encontrar o original Roy Harper. Superboy, Besouro Azul, Lobo, e Super Esfera faixa Intergangue líder de Bruno Mannheim e sua A'Daire Sussurro liuetenant para o Hall da Justiça, onde os criminosos reanimar os quatro Appellaxians em um Golem Appellaxian. O Golem Appellaxian ataca uma usina de energia nuclear. Besouro Azul encontra uma maneira de se comunicar com o Golem Appellaxian, e aprende que só quer parar de sentir dor. Na distância, Sportsmaster torna um exemplo de Bruno e Sussurre como seu parceiro invisível destrói o Golem Appellaxian para evitar que ele caia em mãos inimigas. 14 de fevereiro : Wally volta para casa para Artemis e lhe deseja um feliz Dia dos Namorados. Eles estão cursando a faculdade e viver juntos. Red Arrow retorna para casa, onde Cheshire - agora sua ex-esposa - está esperando por ele. Ela havia retornado a uma vida de crime devido a sua obsessão em encontrar o original Roy Harper. Cheshire lhe revela que eles têm uma filha, e quer que ele para acabar com sua obsessão por causa da sua filha. Cheshire adquiriu uma pista para a localização do original Roy Harper. |    |                      |              |                             |                                         |                    |
| 5 | 31 | "Beneath"            | Doug Murphy  | Brandon Vietti              | 26 de maio de 2012                      | 205                |
| 18 fevereiro : Besouro Azul tenta interceptar sua Tye amigo antes que ele embarca em um ônibus, mas o rapaz é raptado antes de Jaime pode alcançá-lo. 19 de fevereiro : Uma visita à casa de Tye leva Jaime a acreditar que o namorado de sua mãe é responsável pelo seu desaparecimento. Enquanto isso, Batgirl, Moça-Maravilha, Miss Martian e Bumblebee estão a caminho de Bialya . 20 de fevereiro : As meninas chegam em Bialya e aprender que Psimon está ativo novamente. Eles descobrem um carregamento de fugitivos que estão sendo transportados por avião que é guardado por Psimon, Icicle Jr. , Mammoth , Shimmer , e Devastação. Em outros lugares, Reyes investiga namorado da mãe de Tye e determina que ele não tinha nada a ver com o desaparecimento de Tye. Miss Marte leva para baixo Shimmer e descobre que os fugitivos estão sendo enviados para um "parceiro desconhecido". Alpha Team resgatar os adolescentes raptadas mas Abelha Rainha é o conteúdo, uma vez que uma segunda remessa, que inclui Tye, já foi adquirida. |    |                      |              |                             |                                         |                    |
| 6 | 32 | "Bloodlines"         | Mel Zwyer    | Peter David                 | 02 de junho de 2012                     | 206                |
| 28 de fevereiro : Um estranho aparece dentro Monte Justiça alegando ser um viajante do tempo e do neto do atual do Flash (Barry Allen). O menino, Bart Allen / Impulso , logo gatecrashes os Garricks " festa de aniversário de casamento e revela sua identidade. Kid Flash / Wally West chega logo depois. A festa é interrompida quando todos descobrem que um vilão chamado Neutron é em um tumulto, eo Flash, Kid Flash, e de cabeça Impulse fora para detê-lo. Enquanto isso, Red Arrow e Cheshire viajar para um campeonato de base de Sombras no Tibete, onde eles finalmente encontrar o original Roy Harper. Em Central City, o Neutron derrota Pisca, e Impulse secretamente administra a cura para poder incontrolável de neutrões. Mais tarde, Impulse também pretende descobrir que ele está preso no dia de hoje. 28 de fevereiro (quarenta anos depois) : Através de uma narrativa não-linear , descobriu-se que, antes de embarcar de impulso em sua viagem para o dia de hoje, ele se despede de nêutrons, plenamente consciente de que o tempo de viagem vai ser uma viagem só de ida. Depois que ele sai (e os eventos do episódio lugar), Neutron volta ao normal, mas fica horrorizada ao descobrir que o futuro pós-apocalíptico em torno dele permanece inalterado. |    |                      |              |                             |                                         |                    |
| 7 | 33 | "Abismo"             | Tim Divar    | Kevin Hopps & Paul Giacoppo | 09 de junho de 2012                     | 207                |
| 19 de marco : No Nightwing 's do pedido, Artemis se junta a equipe para ajudar a garantir o lançamento de um seguro de Carol Ferris 's satélites de comunicações. O satélite destina-se a reforçar as relações entre a Terra e Marte, mas Black Manta enviou Aqualad e os seus homens para destruí-lo. Ao confrontar os vilões, Boy Lagoa é capturado e enviado fora um Parceiro da Luz, enquanto o Asa Noturna e lidar com o Artemis ataque terrestre. Eles logo descobrem-se contra Aqualad, que deixa de destruir o foguete, mas mata Artemis com sua espada água. O foguete explode de qualquer maneira, e os heróis não são capazes de salvar seu amigo caído. 20 de março : relatórios Aqualad para Black Manta, que revela que ele tinha plantado a bomba que destruiu o foguete, a fim de testar se seu filho iria levar o crédito pela vitória ou não. No Monte da Justiça, a Equipe lamenta a morte de Artemis. Na margem do Blüdhaven , Asa Noturna e Wally se encontram em segredo com Aqualad e Artemis (cuja morte foi falsificado). Deserção do Aqualad da equipe e "assassinato" de Artemis era parte de um ardil para assegurar que o par pode ir disfarçado para saber mais sobre a Luz e seu parceiro. Artemis é dado um amuleto (que Zatanna tinha feito sem saber o seu propósito) que vão disfarçar sua aparência para todos, exceto Nightwing, Aqualad e Wally, então ela e Aqualad sair juntos. |    |                      |              |                             |                                         |                    |
| 8 | 34 | "Satisfação"         | Doug Murphy  | Greg Weisman                | 29 de setembro de 2012                  | 208                |
| 21 de março : Após se recuperando no hospital, Roy Harper busca vingança contra Lex Luthor , que arruinou sua vida, o dia em que ele foi tirado do ar durante uma emboscada em LexCorp. Seu motivo faz com que o Arqueiro Verde e Arqueiro Vermelho para tentar ir para Metropolis antes que ele realiza seus objetivos. Em troca de sua vida, Luthor dá Roy um braço cibernético para substituir o que ele perdeu. Arqueiro Verde e Arqueiro Vermelho chegar tarde demais para evitar a batalha, e são informados por uma Roy satisfeito que ele quer ir pelo Arsenal nome a partir de agora. Em outros lugares, Foguete hospeda um chuveiro nupcial que é interrompido pelo Capitão Frio . Cheshire jura vingança sobre Aqualad para matar Artemis enquanto Sportsmaster jura vingança sobre Black Manta para matá-la sem sua permissão. Superboy encontra-se com apenas Wendy Harris para a empresa em seu aniversário. Impulse se torna amigo de Besouro Azul. |    |                      |              |                             |                                         |                    |
| 9 | 35 | "Darkest"            | Mel Zwyer    | Jon Weisman                 | 06 de outubro de 2012                   | 209                |
| 23 de março : Aqualad , Tigresa (a Artemis disfarçada), Icicle Jr. , e os gêmeos Terror são enviados por Black Manta para capturar Besouro Azul para o parceiro, mas eles são frustrados devido a Impulse interferência "s. No entanto, o dispositivo de rastreamento Kaldur (roubado por impulso durante a luta) remotamente desativa toda a segurança na caverna, ea equipe de Aqualad lança outro ataque. Eles capturam Mutano , Besouro Azul e Impulso e escapar, antes Tigresa ordens Aqualad para detonar uma bomba (que se assemelhava a mesma que explodiu Malina Island) que oblitera Monte Justiça. Tendo deixado Karen Beecher e Ray Palmer no laboratório da universidade, Mal Duncan retorna a tempo de resgatar um inconsciente Nightwing e Superboy . 24 de março : Wally West enfrenta o Asa Noturna no Salão de Justiça sobre o que aconteceu e revela seus medos de que Aqualad pode ser uma agente triplo. Em outros lugares, Black Manta Kaldur indutos para a Luz como uma recompensa por seu sucesso como al Ghul Ra afirma que é o tempo que ele conheceu seu parceiro. |    |                      |              |                             |                                         |                    |
| 10 | 36 | "Antes do Amanhecer" | Tim Divar    | Kevin Hopps                 | 05 de janeiro de 2013 (Cartoon Network) | 210                |
| 30 de março: Asa Noturna leva a equipe em uma missão para resgatar os seus membros de A Luz do parceiro: uma raça alienígena conhecida como o alcance. Aqualad (agora filiada à Luz) descobre que os adolescentes foram raptados, a fim de testar a capacidade de um ser humano desenvolver meta-humanos poderes. Ele deduz que o Alcance estão tentando armar esses poderes e os aliens não rejeitar sua pretensão. Enquanto em contenção, Besouro Azul ouve suas intenções captores para remover seu escaravelho ao custo de sua vida. Impulse eventualmente libera Besouro Azul, revelando que, no futuro, um Fusca azul tomou conta da Terra e da humanidade escravizada. Miss Marte encontra Aqualad para Pela primeira vez desde Artemis morte "e em um acesso de raiva, telepaticamente ataca levando-a a descobrir a verdade sobre Aqualad e Artemis como agentes duplos. Isso a deixa em estado de choque e Aqualad em um estado aparentemente catatônico. A Equipe enfrenta cara-a-cara com um agente do alcance chamado Besouro preto que selvagemente os bate até que intervém Besouro Azul. Depois que todo mundo foi resgatado, a equipe faz a sua retirada. 31 de março: O alcance se estendeu para as Nações Unidas e é abraçado pelo público para irritação de Asa Noturna e Liga da Justiça. G. Gordon Godfrey comentários sobre esta afirmando que eles "usavam a porta da frente" ao contrário dos membros estrangeiros da Liga da Justiça. Em outra parte, uma grande frota de navios pertencentes a A mentira Alcance à espera no fundo do oceano. |    |                      |              |                             |                                         |                    |
| 11 | 37 | "Encurralado"        | Doug Murphy  | Nicole Dubuc                | 12 de janeiro de 2013                   | 211                |
| 01 de abril : Despero , a conselho de seu mordomo L-Ron , lança seu olhar para os campeões da Terra. Ele ataca o Palácio de Justiça, enquanto os membros da equipe que morava na caverna estão na Câmara para retirar seus pertences. Mal se torna o novo Guardião para ajudar na batalha. Em outros lugares, Captain Atom participa de uma reunião privada com o embaixador Reach e entrevistas Canário Negro os membros da equipe e adolescentes seqüestradas pelo Reach, incluindo Tye Longshadow e Virgil Hawkins . 2 de abril : O embaixador Alcance usa sua tecnologia para remover o Despero cúpula havia criado em torno de da Câmara, mas expõe a existência da Sentinela para o público, que G. Gordon Godfrey usa como munição contra a Liga da Justiça em seu show. M'gann decide fixar residência no apartamento de J'onn, onde Conner confronta sobre seu comportamento estranho durante a batalha. Enquanto isso, partes Canário Negro suas deduções sobre o alcance com seus companheiros de equipe. Contra a vontade do Impulso e do Scarab, Jaime informa a Liga sobre o seu papel no Apocalipse alcance do tempo de Bart e pede que encontrar uma maneira de obter o Scarab fora dele. |    |                      |              |                             |                                         |                    |
| 12 | 38 | "True Colors"        | Mel Zwyer    | Paul Giacoppo               | 19 jan 2013                             | 212                |
| 7 de abril : Bumblebee eo Atom tentar remover o Scarab de trás de Jaime, mas achar que suas defesas são muito fortes. 8 de abril : Robin, Besouro Azul, Impulse e Arsenal são enviados à paisana para investigar nova parceria LexCorp com aditivos colheita do alcance, sendo testado em Smallville. 9 de abril : Sportsmaster pedidos de retorno contra o Black Manta para o que aconteceu a Artemis, apenas para descobrir que a Luz esperava que ele fosse descontentes e substituiu-o com o Exterminador. Ele foge, e mais tarde Vandal Savage chama Psimon para tentar salvar mente Kaldur para Manta. No laboratório LexCorp, a equipe adquirir uma amostra do trabalho do Reach, mas golpes Arsenal sua cobertura e eles acabam brigando Beetle Black. Eles são salvos pelo Besouro Verde, um marciano que por acaso um escaravelho como Jaime fez e agora quer ajudar a parar o Reach. Lex Luthor e Vandal Savage se reúnem para discutir o arrombamento e que a equipe não descobrir o verdadeiro propósito do laboratório que envolve alguns produtos químicos que entram no Alcance e oferta de alimentos bebida. Luthor sugere que eles montaram sua própria equipe de executores jovens. |    |                      |              |                             |                                         |                    |
| 13 | 39 | "The Fix"            | Tim Divar    | Greg Weisman                | 26 de janeiro de 2013                   | 213                |
| 09 de abril : intervém Tigress antes Psimon pode entrar na mente Kaldur e descobrir seu segredo, ela drogas, mas ele descobre sua verdadeira identidade antes de desmaiar. Ela convence Manta Negra que ela deveria seqüestrar Miss Marte, a fim de forçá-la a reparar o dano que ela fez, e Manta envia o Exterminador para acompanhá-la. Enquanto isso M'gann determina que o Besouro Verde é um aliado, e ele afirma que a bebida energética criada pelo alcance contém produtos químicos que acabará viciado a população e torná-los incapazes de revolta, bem como um marcador que procura o meta- gene. Menino lagoa privada confronta Miss Marte sobre seu comportamento, mas é interrompido quando o Exterminador e Tigresa atacar a par e tomar como refém M'gann. A bordo do navio Black Manta, Miss Martian e Artemis trabalho sobre a fixação mente danificada Kaldur e, apesar de alguma resistência, eles fazem o progresso; M'gann afirma que o processo pode levar semanas, no entanto. Nightwing revela a verdade sobre Aqualad e Artemis ao menino de Superboy e Lagoa, ambos os quais estão indignados. Em outros lugares, Jaime Reyes convence Verde Besouro a modificar seu Scarab, e está em êxtase quando ele descobre que a voz do escaravelho foi silenciada. |    |                      |              |                             |                                         |                    |
| 14 | 40 | "Runaways"           | Doug Murphy  | Kevin Hopps                 | 02 de fevereiro de 2013                 | 214                |
| 13 de maio : Quatro dos super-poderosos abduzidos Alcance anteriores (composto por Virgil Hawkins , Longshadow Tye , Asami "Sam" Koizumi , e Eduardo "Ed" Dorado Jr. ) escapar da base da Liga Taos depois de ser submetido a exercícios de treinamento infinitas metagene , muito à objeção de Neutron. Nightwing envia Besouro Azul para encontrá-los, e Jaime revela sua identidade secreta a eles, a fim de levá-los ao seu lado. Enquanto isso, a base de Taos vem sob o ataque do Red Volcano, que veio para roubar as partes do corpo Amazo. Os fugitivos seguem de volta Besouro Azul para Taos para resgatar os civis em perigo, desde Eduardo Dorado Sr., Dr. David Wilcox, Thompson Burton, e Neutron. Eles são nervoso com aparente indiferença de Jaime por a vida das pessoas apanhadas no fogo cruzado. Após a luta, eles fugir Jaime, que é pego em falar com a imprensa. 14 de maio : No telhado do Pueblo Taos ., fala Jaime Besouro Verde sobre a batalha Preto Besouro então chega e elogia Besouro Verde para a reprogramação de azul Besouro para assumir completamente o controle sobre o corpo de Jaime. Em outros lugares, os fugitivos são confrontados por Lex Luthor (que planejou ataque Vermelha do vulcão e com a chegada repentina de imprensa) e da Misericórdia. Lex oferece para trazer os fugitivos sob sua asa. |    |                      |              |                             |                                         |                    |
| 15 | 41 | "Guerra"             | Mel Zwyer    | Jon Weisman                 | 09 de fevereiro de 2013                 | 215                |
| 02 de abril : No julgamento da Liga da Justiça sobre Rimbor, Vandal Savage manipula Mongul em tomar medidas contra o Reach. 23 de maio : A Liga da Justiça e Nightwing aprender que algo está se aproximando da Terra. Como Green Beetle informa-lhes que é uma arma, por satélite lua porte conhecida como a Primeira Guerra Mundial , que é capitaneado pelo ex-ditador Mongul, o alcance fazer contato com Mongul convencê-lo a virar-se - só para ele afirmar que ele é não por causa deles. 24 de maio : Mal e Karen notar a Primeira Guerra Mundial no céu, enquanto Cat Grant adverte cidadãos de efeito devastador da lua chamada sobre marés. 25 de maio : O embaixador do Reach fala para acalmar o público, afirmando que eles vão ficar pelo povo da Terra. 26 de maio: Mongul abre fogo sobre a Terra, mas a Liga da Justiça intervir e distraí-lo, enquanto a equipe se infiltra na Primeira Guerra Mundial. Quando se torna claro que os heróis não podem esperar para parar tudo de mísseis Mongul, o sacrifício chegar a dois terços da sua frota destruir os mísseis restantes. Bumblebee consegue o poder de mudar de rota Guerra Mundial em capacete Mongul, eo impulso elétrico deixa fraco o suficiente para membros mais fortes da equipe para levá-lo para baixo. Karen finalmente percebe que ela vem tomando Mal para concedido e seu relacionamento é reafirmado, mas de repente a equipe enfrenta perigo fresco quando Besouro Azul liga-los e leva todos para baixo, exceto para o Arsenal, que escapa. O embaixador leva conforto no fato de que Besouro Azul tem agora a chave para a Primeira Guerra Mundial na palma da sua mão. |    |                      |              |                             |                                         |                    |
| 16 | 42 | "As complicações"    | Tim Divar    | Kevin Hopps                 | 16 fevereiro de 2013                    | 216                |
| 27 de maio : Asa Noturna chega na Primeira Guerra Mundial para perguntar sobre o desaparecimento da Equipa, mas Besouro Azul cobre seus rastros, insistindo em que um tubo de lança aberto que sugou todos, exceto para si mesmo. Enquanto isso, Artemis, M'gann e Aqualad (que foi curada, mas está jogando gambá) estão tentando ganhar tempo para tentar descobrir como salvar a vida de M'gann. Eles formular um plano depois de Black Manta dá M'gann o ultimato que ela tem 24 horas para terminar a sua tarefa, mas antes que eles possam ir muito longe, Kaldur e M'gann são atacados por Cheshire, que se infiltrou no sub com Sportsmaster. Enquanto o último batalhas Black Manta, Aqualad diz Cheshire que Artemis está vivo, mas Jade (Cheshire) não aceita a verdade até Artemis desativa colarinho Miss Marte do inibidor para que um relato completo do que aconteceu pode ser divulgada no plano psíquico. Sportsmaster é finalmente convencido, bem como quando Tigresa demonstra um movimento que ele lhe ensinou. Os cinco inventar um plano para Kaldur e Artemis permanecer secreta, enquanto os outros fazer a sua fuga, e eles conseguem com sucesso. 28 de maio : Em Gotham City, Jade decide informar Paula Crock que Artemis está vivo. Voltar no submarino, Black Manta partes a notícia de que seu filho está bem novamente com Vandal Savage eo embaixador Reach. Enquanto isso, Nightwing olha em fúria como o Embaixador elogia publicamente Besouro Azul como salvador da Terra. Trabalho Nightwing, detetive em encontrar birdarang riscado de Robin, o levou a descobrir que Jaime virou na equipe. |    |                      |              |                             |                                         |                    |
| 17 | 43 | "The Hunt"           | Doug Murphy  | Brandon Vietti              | 23 de fevereiro de 2013                 | 217                |
| 27 de maio : Black Beetle lamenta os contratempos que o alcance sofreram, como a perda da maior parte de sua frota, enquanto em outra parte da Primeira Guerra Mundial, o Arsenal continua a fugir das forças do Reach. 29 de maio: Lex Luthor incentiva os fugitivos para resgatar a equipe da Reach, e proporciona-lhes uma caixa Pai que os transporta para a Primeira Guerra Mundial. O cientista Alcance informa o embaixador deste novo desenvolvimento, e ele torna-se ainda mais descontente quando ele aparecer no programa G. Gordon Godfrey apenas para ser levado para a tarefa sobre a sua mentira descarada sobre o Alcance ter apenas um navio. 30 de maio : Asa Noturna e Miss marciano revisitar o site do rapto da Equipa, onde são atendidas por Sphere. A Caixa de Pai dirige os fugitivos para os membros da equipe de cativeiro, com o Arsenal em sua cauda, bem depois de pegar-los de vista. Quando Black Beetle ataca os fugitivos, Roy intervém e consegue Mongul livre na batalha que se seguiu. Como Mongul assume Preto Besouro, todos os heróis se encontram e fazer a sua fuga, mas não antes de Exterminador usa a confusão para roubar a chave para a Primeira Guerra Mundial. Bumblebee alerta Nightwing ao comportamento irresponsável do Arsenal, no confronto com o Besouro Azul, resultando em Nightwing Roy chutando fora da equipe. Os fugitivos oferecer-lhe um ramo de oliveira e voltam para seu esconderijo, onde o Arsenal descobre que eles trabalham para Lex Luthor e consegue transformá-los contra ele sobre Luthor admitindo ser uma festa para o roubo da chave Guerra Mundial. Os quatro jovens decide terminar seu acordo com Luthor e partem com o Arsenal. |    |                      |              |                             |                                         |                    |
| 18 | 44 | "A intervenção"      | Mel Zwyer    | Peter David                 | 02 de março de 2013                     | 218                |
| 30 de maio : Com a ajuda de Green Beetle, Black Beetle é capaz de derrotar Mongul e prendê-lo novamente. Eles descobrem que a chave Guerra Mundial foi roubado, enquanto em Blüdhaven, o retorno da equipe para a base e perceber que eles precisam voltar sua atenção para salvar Besouro Azul. 13 de junho : Besouro Azul aumenta a imagem do Reach derrotando Toyman em Metropolis. No caminho para casa, ele é emboscado por Batgirl e Impulse, que atuam como chamarizes, enquanto Zatanna e Rocket dominá-lo. Em outros lugares, Miss Marte pega Boy Lagoa-se da Atlântida, a perna de ter curado. 14 de junho: Os quatro heróis assumir Jaime volta à caverna subterrânea na Bialya onde os fugitivos foram armazenados, e Zatanna põe a lançar um feitiço para libertar Jaime da Reach da controlar. Quando intervém Besouro Verde, os outros membros da equipa que estavam deitados à espera revelar-se e envolver-lo em combate enquanto a mágica está concluída. Ambos os besouros são colocados off-mode e Batgirl e Zatanna explicar que as runas caverna teve sua origem em um ritual místico humano que foi a causa de Scarab Jaime está sendo colocado fora do modo quando ele chegou pela primeira vez na Terra. Eles ainda trazer as histórias do anterior Besouro Azul Dan Garrett e Kord Ted. No caminho da Atlântida, Miss Martian rompe com Boy Lagoa tendo decidido que eles não são um para o outro. Após Nightwing fica sabendo sobre o estado com Besouro Azul e Besouro verde, Miss Martian e Lagoa menino chegar onde eles aprendem sobre o que aconteceu. Enquanto Menino Lagoa sai para ir assistir um pouco de televisão Miss Marte depois descobre que ela perdeu sua chance com Conner como Nightwing diz a ela que ele tenha ido a um encontro com Wendy Harris. Enquanto isso, em Bialya, Abelha Rainha revela a Mammoth, Shimmer e devastação que os planos da Light para a Reach, a Liga da Justiça, e da equipe estão definidos para prosseguir na programação. |    |                      |              |                             |                                         |                    |
| 19 | 45 | "Cúpula"             | Tim Divar    | Greg Weisman                | 09 março de 2013                        | 219                |
| 19 de junho : A Luz chamar uma reunião de cúpula com o alcance para discutir como seus planos estão avançando. Como as tensões entre os dois grupos começam a vir à tona, al Ghul Ra percebe o charme glamour no pescoço Tigresa e expõe-la como Artemis, Exterminador levando a executar tanto ela e Kaldur. No entanto, um holograma de Aqualad depois joga o que revela o alcance do grau de manipulação da luz, deixando sua aliança em frangalhos. Aqualad e Artemis aumenta repentinamente, e como 'Exterminador' acaba por ser uma disfarçada Miss Marte, a Equipe e Kid Flash fazer a sua entrada, levando a uma batalha all-out. No meio do caos, o embaixador Reach e do cérebro são capturados, enquanto Aqualad derrotas Black Manta e Black Beetle mortalmente feridas al Ghul Ra. No entanto, resgata Ubu (prometendo que ele será revivido) Ra, Black Beetle escapa com o Cientista Reach, e Vandal Savage convocação Klarion iludir a equipe. No rescaldo da batalha, Asa Noturna insiste que Aqualad assumir a liderança da equipe, enquanto expulsa Savage da Liga da Primeira Guerra Mundial ao derrotar Raio Negro, Canário Negro eo Capitão Marvel, então aproveita para fugir para o espaço. Na Terra, a Liga apresentar ao público com a prova de duplicidade do Reach e Black Beetle assume o controle do estrangeiro frota palavrões, para destruir a Terra agora que não tem mais uso para eles e antes da Tropa dos Lanternas Verdes e Guardiões da Universo chegar. |    |                      |              |                             |                                         |                    |
| 20 | 46 | "Endgame"            | Doug Murphy  | Kevin Hopps                 | 16 de março de 2013                     | 220                |
| 20 de junho : O Conselho de Rimbor finalmente fez a sua decisão e declara a Liga da Justiça para ser culpado. Superboy e Miss Marte aparece com novas provas, mas disse que é tarde demais. De volta à Terra, Aqualad e azul e verde Beetle assumir Besouro Preto a bordo do navio Reach. Preto Beetle destrói escaravelho verde, mas azul destrói Black. No entanto, ele descobre que Besouro preto deu um final de jogo em movimento. De volta à Rimbor, o conselho se reúne e depois de algum persuadir, acordam reavaliar o caso e, eventualmente, liberar a Liga. Em todo o mundo, 20 dispositivos de Alcance começar a danificar o campo magnético da Terra, causando vários tipos de desastres naturais. Todo herói é chamado para dividir em equipes de dois, cada um carregando um duo de 20 dispositivos fornecidos por Lex Luthor que vai desligar as máquinas. Eles conseguem, mas Jaime descobre uma máquina vigésimo primeiro no Ártico. Flash e Impulse chegar ao descobrir que ele já passou em "crisálida" modo e em breve destruir a Terra, os dois, dirigido por Luthor, usa a sua velocidade para criar um vórtice que puxa a energia do aparelho, mas precisa de um novo impulso, a fim de sucesso. Eles são logo acompanhado por Kid Flash, mas mais lenta velocidade de Wally faz dele um alvo para as descargas de energia vadios que, aparentemente, levá-lo a se desintegrar. A máquina é desligado e Flash conta uma Artemis perturbada que Wally disse que a amava antes de desaparecer. A Liga da Justiça chega de volta à Terra para ser saudado pela Equipe, que informá-los do desaparecimento de Wally. 4 de julho : O mundo está finalmente livre do alcance, que estão definidos para ser julgado por suas ações. Relógios Besouro Azul como a licença de Reach, o escaravelho assegurando-lhe que ele é livre, deixando-o satisfeito. G. Gordon Godfrey inicia campanha para Lex Luthor para substituir o agora renunciou Secretário Geral Tseng, para desgosto do Superman. Memória impulso honras de Wally ao assumir o manto de Kid Flash, Wally lhe pediu para fazer anteriormente, e Artemis junta-se à equipe como Tigresa, incapaz de continuar lutando como Artemis, por enquanto, afirmando que "Artemis era sócio de Wally". Virgílio se junta à equipe como estático, e romance floresce entre Robin e Moça-Maravilha como Superboy e marciano senhorita começar a consertar seu próprio relacionamento. Asa Noturna, lamentando a perda de Kid Flash, faz uma pausa de ser um herói e sustenta que Aqualad deve permanecer líder por enquanto com Batgirl como seu assistente. A Equipe é dito que eles vão trabalhar para fora da Torre de Vigia, lado-a-lado com a Liga. 5 de julho : G. Gordon Godfrey e Desaad olhar sobre como Vandal Savage se encontra com Darkseid em Apokolips. |    |                      |              |                             |                                         |                    |

### 3.ª temporada:Outsiders(2019)
Em julho de 2017, foi anunciado que a série teria uma 3ª temporada (Justiça Jovem: Renegados). Em 2018, foi confirmado que a nova temporada que estreou no streaming da DC, o DC Universe, em 4 de janeiro de 2019, para um total de 26 episódios.
Reparem que as letras iniciais de cada episódio formam a frase "Prepare the anti life equation".
Como na segunda temporada.
| Parte 1 |    |                            |                      |                          |                       |     |
| 47      | 1  | "Princes All"              | Christopher Berkeley | Greg Weisman             | 4 de janeiro de 2019  | 301 |
| 48      | 2  | "Royal We"                 | Mel Zwyer            | Andrew Robinson          | 4 de janeiro de 2019  | 302 |
| 49      | 3  | "Eminent Threat"           | Christopher Berkeley | Brandon Vietti           | 4 de janeiro de 2019  | 303 |
| 50      | 4  | "Private Security"         | Vinton Hueck         | Michael Vogel            | 11 de janeiro de 2019 | 304 |
| 51      | 5  | "Away Mission"             | Mel Zwyer            | Nicole Dubuc             | 11 de janeiro de 2019 | 305 |
| 52      | 6  | "Rescue Op"                | Vinton Hueck         | Joshua Hale Fialkov      | 11 de janeiro de 2019 | 306 |
| 53      | 7  | "Evolution"                | Christopher Berkeley | Brandon Vietti           | 18 de janeiro de 2019 | 307 |
| 54      | 8  | "Triptych"                 | Mel Zwyer            | Peter David              | 18 de janeiro de 2019 | 308 |
| 55      | 9  | "Home Fires"               | Vinton Heuck         | Greg Weisman             | 18 de janeiro de 2019 | 309 |
| 56      | 10 | "Exceptional Human Beings" | Christopher Berkeley | Francisco Paredes        | 25 de janeiro de 2019 | 310 |
| 57      | 11 | "Another Human Freak"      | Mel Zwyer            | Mae Catt                 | 25 de janeiro de 2019 | 311 |
| 58      | 12 | "Nightmare Monkeys"        | Vinton Heuck         | Greg Weisman             | 25 de janeiro de 2019 | 312 |
| 59      | 13 | "True Heroes"              | Christopher Berkeley | Kevin Hopps              | 25 de janeiro de 2019 | 313 |
| Parte 2 |    |                            |                      |                          |                       |     |
| 60      | 14 | "Influence"                | Mel Zwyer            | Brandon Vietti           | 2 de julho de 2019    | 314 |
| 61      | 15 | "Leverage"                 | Vinton Heuck         | Thomas Pugsley           | 2 de julho de 2019    | 315 |
| 62      | 16 | "Illusion of Control"      | Christopher Berkeley | Greg Weisman             | 2 de julho de 2019    | 316 |
| 63      | 17 | "First Impression"         | Mel Zwyer            | Brandon Vietti           | 9 de julho de 2019    | 317 |
| 64      | 18 | "Early Warning"            | Vinton Heuck         | Greg Weisman             | 16 de julho de 2019   | 318 |
| 65      | 19 | "Elder Wisdom"             | Christopher Berkeley | Paul Giacoppo            | 23 de julho de 2019   | 319 |
| 66      | 20 | "Quiet Conversations"      | Mel Zwyer            | Greg Weisman             | 30 de julho de 2019   | 320 |
| 67      | 21 | "Unknown Factors"          | Vinton Heuck         | Brandon Vietti           | 6 de agosto de 2019   | 321 |
| 68      | 22 | "Antisocial Pathologies"   | Christopher Berkeley | Rich Fogel               | 13 de agosto de 2019  | 322 |
| 69      | 23 | "Terminus"                 | Mel Zwyer            | Brandon Vietti           | 20 de agosto de 2019  | 323 |
| 70      | 24 | "Into the Breach"          | Vinton Heuck         | Jonathan Callan          | 27 de agosto de 2019  | 324 |
| 71      | 25 | "Overwhelmed"              | Christopher Berkeley | Greg Weisman             | 27 de agosto de 2019  | 325 |
| 72      | 26 | "Nevermore"                | Mel Zwyer            | Jim Krieg e Jeremy Adams | 27 de agosto de 2019  | 326 |